# Amyntor
Pour les articles homonymes, voir Amyntor (homonymie).
Dans la mythologie grecque, Amyntor (en grec ancien Ἀμύντορ) est roi des cités d'Arné et d'Élone en Thessalie, successeur de son père Phrastor (fils de Poséidon et Larissa).

## Mythologie
Avec Alcimédé, il est le père d'Astydamie, de Teutamidès et du guerrier Phénix, qui raconte son histoire à Achille dans l'Iliade : sa mère, bafouée par son mari, lui demanda de séduire sa maîtresse. Lorsqu'Amyntor eut connaissance des rapports entre sa maîtresse et son fils, qui avait fui et trouvé refuge en Phthie à la cour du roi Pélée après neuf jours d'efforts de ses proches pour le retenir de s'en aller de la cour, Amyntor pria les dieux et les Érinyes que jamais son fils ne fît asseoir un fils à lui sur ses genoux, et fut exaucé. Phénix est finalement rattrapé et aveuglé par son père, puis guéri par le centaure Chiron.
Fait roi des Dolopes par Pélée, il prit part à la Guerre de Troie. Lors de la mission de reconnaissance qu'il fait en compagnie de Diomède, Ulysse porte le casque ayant appartenu à Amyntor, à qui Autolycos l'avait volé dans son palais.